# Linoleum

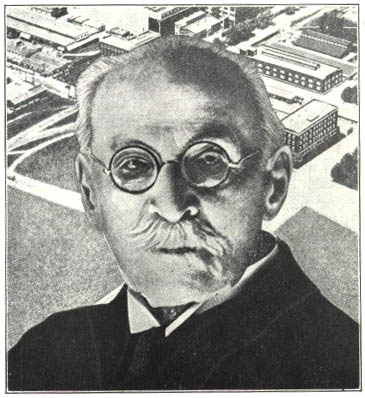
Linoleum uppfanns av Fred Walton.

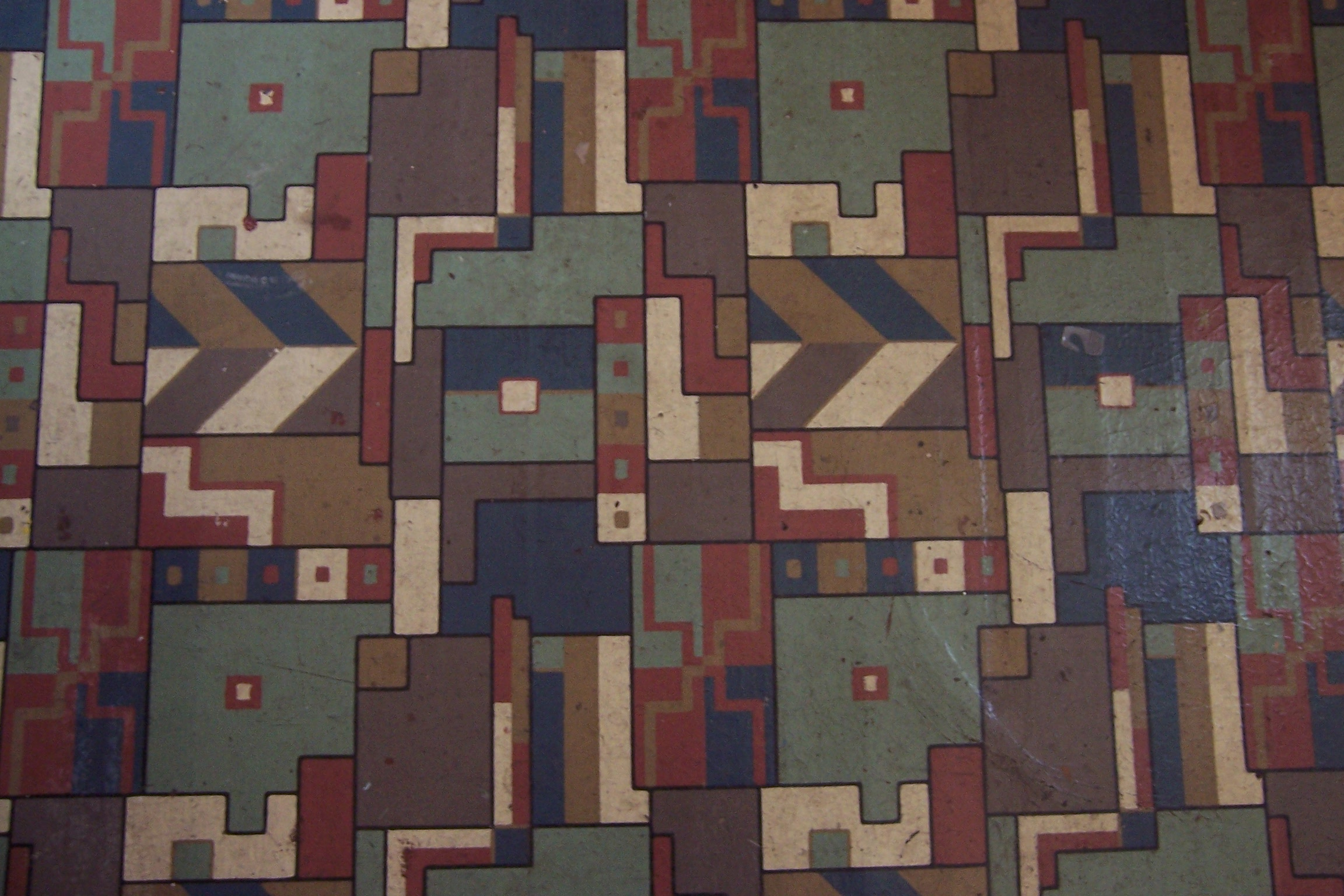
Linoleum.

Linoleum (av lin och lat. o'leum – olja), kemisktekniskt material som uppfanns av engelsmannen Frederick Walton 1860. Det framställs av sågspån eller ett mjöl av kork, kokt linolja, harts, diverse sickativ (torkmedel) samt färgpigment.
Genom att i linolja tillsätta blyoxid eller annat oxidationsbefrämjande medel under det att man inblåser luft i den till 250 °C upphettade linoljan skapas linoxyn, som fungerar som bindemedel i linoleumet. Linoxynet lagras en tid och sammansmälts därefter med ungefär 50 % harts till så kallad linoleumcement.
Korkmjöl erhålles ur avfall från korktillverkning genom malning i desintegratorer och kvarnar samt siktning med siktmaskiner. På ett blandvalsverk bearbetas kokt linolja med harts och torkmedel och kokas i en kokare till en massa. Den erhållna sega massan passerar från kokaren mellan två glattvalsar och fångas upp i en låda, där den stelnar till hårda kakor. Dessa jämte färgpigment och träspån eller korkmjöl bearbetas i diverse blandmaskiner, varvid i den sista – "wurstmachern" – den förut lösa och porösa massan pressas till fast, tät konsistens. Efter ytterligare valsning finfördelas massan och pressas under stark upphettning i kalendervalsar på ett underlag av grov juteväv. Efter glattvalsning går den erhållna linoleummattan till en kyltrumma och överdrages sedan på baksidan med fernissa i vilken uppslammats röd färg, vanligen järnoxid. 
Linoleummassa har på grund av sina goda egenskaper fått vidsträckt användning eftersom den är hållbar, värmeisolerande och ljuddämpande. Linoleummattor limmas på trägolv med berett lim av rågmjöl och dextrin i varmt vatten; för läggning av linoleummattor på betong eller stengolv måste ett cement-kitt av lämplig sammansättning användas.